# Дейзі Ґудвін
Дейзі Джорджія Ґудвін (англ. Daisy Goodwin; народилася 19 грудня 1961) — англійська сценаристка, телепродюсерка і письменниця. Вона є творчинею телесеріалу ITV/PBS «Вікторія», який продали в 146 країн. Написала чотири романи: «Моя остання герцогиня або «Американська спадкоємиця», «Мисливець за багатством», «Вікторія» та «Діва»; усі вони були бестселерами New York Times і були перекладені на понад десять мов. Також підготувала вісім поетичних антологій, зокрема антологію «101 вірш, який може врятувати ваше життя». Ґудвін двадцять п’ять років працює телепродюсеркою, створюючи та продюсуючи шоу, як-от «Grand Designs», яке вже понад двадцять років виходить на Channel 4, і «Escape to the Country», яке виходить двадцятий рік на BBC2.

## Дитинство
Народилася і виросла у Лондоні.  Є дочкою кінопродюсера Річарда Б. Ґудвіна та декораторки інтер'єрів Джокасти Іннес. Її батьки розійшлися, коли їй було п'ять років, а потім розлучилися. Має ірландське та аргентинське походження. 2019 року в інтерв’ю Рейчел Ворд з The Daily Telegraph вона сказала: «Я виросла в оточенні творчих людей» — повертаючись додому, вона «зустрічала Лорен Беколл та Інгрід Бергман, які сиділи на дивані за чаєм». Її пра-пра-прадід — ірландський священник Роберт Трейлом, образ якого вона додала в епізод другого сезону серіалу «Вікторія», де йшлося про голод в Ірландії 1840-х років. Трейла зіграв Мартін Компстон.

## Кар'єра
Здобувши приватну освіту в Королівському коледжі в Лондоні та Вестмінстерській школі, вивчала історію в Трініті-коледжі в Кембриджі. Навчалася у Колумбійській кіношколі як стипендіатка Harkness, а потім, 1985 року, приєдналася до BBC як стажистка.
1998 року Ґудвін перейшла до Talkback Productions на посаду керівниці документальних програм, а на 2003 рік вже була редакційною директоркою. 2005 року заснувала компанію Silver River Productions, яку 2011 року продали компанії Sony. Її перший роман «Моя остання герцогиня» вийшов у Великобританії в серпні 2010 року, а під назвою «Спадкоємиця Америки» — у США та Канаді в червні 2011 року. Ґудвін також склала кілька поетичних антологій, першою з яких була The Nation's Favorite Love Poems 1997 року, і написала мемуари «Срібна річка» (2007). Була головою журі Жіночої літературної премії 2010 і прокоментувала в інтерв’ю New Statesman, що «рекомендація від жінки є для мене цікавішою, ніж те, ніж те, що міг би порадити чоловік». Була ведучою телевізійних шоу, зокрема Essential Poems (To Fall In Love With) (2003) і Reader, I Married Him (2006). Джейн Тінн у The Independent описала її як таку, що виявилася «тріумфально телегенічною» у першому з проєктів, який став дебютом Ґудвін перед камерою на телебаченні.
Ґудвін є авторкою роману «Вікторія» (2016), а також творчинею і сценаристкою телесеріалу «Вікторія», який транслювали у Великій Британії на ITV з 2016 по 2019 рік, а в США його співзамовники, PBS / Masterpiece з 2017 року.  Майк Гейл, в огляді серіалу для The New York Times на початку 2018 року, віддав перевагу «Вікторії» над «Короною», серіалом про правління королеви Єлизавети II.
2019 року в інтерв’ю Radio Times вона стверджувала, що повтори ситкому Dad's Army впливають на Брекзит.

## Особисте життя
Одружена з Маркусом Вілфордом, керівником телебачення; у них дві дочки. Знялася в документальному фільмі BBC Public School про Вестмінстер режисера Джонатана Джілі, а також у складі команди-переможця Трініті-коледжу, Кембридж, на конкурсі Christmas University Challenge BBC2, 27 грудня 2011 року. У 2012 році з'явилася в епізоді Children in Need Only Connect разом з Чарлі Гіґсоном і Метью Перрісом.
У червні 2023 року Ґудвін розповіла The Times, що 2013 року Деніел Корскі, тоді спеціальний радник Девіда Кемерона, напав на неї, поклавши руку їй на груди під час зустрічі на Даунінг-стріт. Вона сказала, що виступила публічно після того, як Корскі виставив свою кандидатоуру від Консервативної партії на виборах мера Лондона 2024 року. Корскі відкинув звинувачення. Пізніше вона стверджувала, що з того часу виступили публічно ще кілька жінок. Згодом того ж місяця Корскі зняв свою кандидатуру.

## Участь у виробництві

### Телекомпанія BBC
- Книжковий хробак (1994)
- Добре виглядати (1997)
- Homefront

### Телекомпанія Talkback
З 1998 по 2005 рік Ґудвін працювала продюсеркою або редакторкою таких шоу:
- Наскільки чистий ваш будинок? (4 канал)
- Кухня Джеймі (Канал 4)
- Хотів би зустрітися (BBC2)
- Домашній лікар (5 канал)
- Грандіозні проекти (Канал 4)
- Чужі будинки (4 канал)
- Ваші гроші або ваше життя (BBC2)
- Сходи власності (Канал 4)
- Life Doctor (5 канал)
- Life Laundry (BBC2)
- Слава, сет і матч (BBC2)
- Втеча на село (BBC2)
- Вона повинна мати це (Канал 4)
- Не дивись вниз (BBC2)
- Роки губної помади (BBC2)

### Телекомпанія Silver River
- Тягання (2006)
- Виховання дитини (2007)
- Я керую Sainsbury's (2009)
- Суперсайзери... (2008-2009)
- Напам'ять (2009)
- Вирощуйте власні ліки (2009)
- Великий тур Кевіна (2009)
- Якби стіни могли говорити: Історія дому (2011)

### Телекомпанія ITV
- Вікторія (2016–2019)

## Ролі
- Вікторія (2016–), епізодична роль леді Сесілії Андервуд, герцогині Інвернесської, епізод 6: «Чоловік королеви»

## Публікації

### Проза
- «Діва» (2024) — роман, оснований на житті Марії Каллас
- Вікторія (2016)
- Мисливець за долею (2014)
- «Моя остання герцогиня» (2010), опублікований у США та Канаді як «Спадкоємиця Америки» (2011)
- Від серця (2009)
- Срібна річка (2007)
- Виховання малюка: Подруга новоспеченої мами (2007)
- Улюбленець нації: вірші про кохання (1997)

### Укладачка поетичних антологій
- Основні вірші для того, як ми живемо зараз (2005)
- Основні вірші для дітей: Перша допомога для несамовитих батьків (2005)
- Вірші на все життя (2004)
- Основні вірші, в які варто закохатися (2003)
- 101 вірш, який може врятувати ваше життя (2003)
- 101 вірш, який допоможе вам пережити день і ніч: набір для виживання в сучасному житті (2003)
- 101 вірш для збереження здоров’я: надзвичайні пайки для тих, хто переживає серйозний стрес (2003)
- 101 вірш, який допоможе вам зрозуміти чоловіків (і жінок) (2003)

## Благодійність
Опікунка Лондонської бібліотеки з 2018 року.
Попечителька Міжнародного фестивалю камерної музики Purbeck, заснованого віолончелісткою Наталі Клейн 2022 року
2022 року увійшла до складу правління Жіночої премії за драматургію.

### Організація Action for Children
- Голова організації Women Taking Action, Action for Children (раніше Національний будинок дитини).

### Доброчинна організація Maggie's
- 100 віршів, щоб побачити тебе (2014). Антологія віршів, усі кошти від якої підуть до Центрів Меґґі[27].

## Переклади українською
2025 року у видавництві «Ще одну сторінку» вийшов український переклад роману «Діва». Перекладачка — Олександра Чернікова.

## Зовнішні посилання
- Офіційний сайт
- Daisy Goodwin at IMDb